# جوزپه گالوزی
جوزپه گالوزی (انگلیسی: Giuseppe Galluzzi; ۱۰ november ۱۹۰۳ – ۶ دسامبر ۱۹۷۳ (۷۰ ساله)) بازیکن فوتبال اهل ایتالیا بود.
از باشگاه‌هایی که در آن بازی کرده‌است می‌توان به باشگاه فوتبال جنوآ، باشگاه فوتبال فیورنتینا، باشگاه فوتبال یوونتوس، و باشگاه فوتبال پیزا اشاره کرد.